# Raça Sport Clube
O Raça Sport Club, é um clube brasileiro de futebol da cidade de Hortolândia, no estado de São Paulo.
Fundado em 2004, suas cores são laranja, preto e branco.
O clube surgiu para a disputa da 1ª Taça Paulista de 2016, organizada pela Liga de Futebol Paulista. Ao final da competição a equipe sagrou-se vice-campeã estadual.

## História
O clube foi fundado em 2004, como projeto social. Profissionalizou apenas em 2016, quando disputou a Taça Paulista de Futebol de 2016 e perdeu a final pra Ranchariense. Seis jogadores do Raça estiveram na seleção da liga e o atacante Jhon Lennon foi destaque do campeonato, como melhor jogador.
Em 2017, jogou a Taça Paulista de Futebol de 2017, terminando o campeonato em 2° colocado, perdendo a final pro Vai-Vai.

## Campanha de destaque
- Vice-Campeonato da Taça Paulista de Futebol (2016 e 2017)